# Spring Hill (Iowa)
Spring Hill es una ciudad ubicada en el condado de Warren en el estado estadounidense de Iowa. En el Censo de 2010 tenía una población de 63 habitantes y una densidad poblacional de 201,03 personas por km².

## Geografía
Spring Hill se encuentra ubicada en las coordenadas 41°24′44″N 93°39′00″O / 41.41222, -93.65000. Según la Oficina del Censo de los Estados Unidos, Spring Hill tiene una superficie total de 0.31 km², de la cual 0.31 km² corresponden a tierra firme y (0%) 0 km² es agua.

## Demografía
Según el censo de 2010, había 63 personas residiendo en Spring Hill. La densidad de población era de 201,03 hab./km². De los 63 habitantes, Spring Hill estaba compuesto por el 98.41% blancos, el 1.59% eran afroamericanos, el 0% eran amerindios, el 0% eran asiáticos, el 0% eran isleños del Pacífico, el 0% eran de otras razas y el 0% pertenecían a dos o más razas. Del total de la población el 0% eran hispanos o latinos de cualquier raza.